# Angelina Love
Lauren Williams (* 13. září 1981) je kanadská profesionální wrestlerka, nejvíce známá pro svou práci v Total Nonstop Action Wrestling (TNA) pod ringovým jménem Angelina Love. V TNA byla pětkrát Knockout šampionka, což je rekord, a jednou Tag Team šampionka s Winter. Mimo TNA vystupuje pod jménem Angel Williams.

## Profesionální wrestlingová kariéra
Angelina debutovala ve wrestlingu v roce 2000 v Kanadě pod jménem Angel Williams. Její idol byl Shawn Michaels, který jí inspiroval k wrestlingu. Ze začátku byla manažerkou pro různé wrestlery jako Chris Sabin nebo Eric Young a pak ji začal trénovat Robem Fuegem, aby se stala také wrestlerkou. Krátce potom, v roce 2004, začala Angelina pracovat pro TNA a to především v zápasech na TNA Xplosion proti Trinity.

### World Wrestling Entertaiment (2004-2007)
Angelina zápasila po celé Americe, dokud si jí nevšimla organizace World Wrestling Entertainment (WWE) a pozvala jí v červnu 2004 na zkoušku zápasu. V listopadu se už Angelina trénovala na Ohio Valley Wrestling (OVW) a s WWE podepsala vývojovou smlouvu koncem roku. Začala zápasit v Deep South Wrestling (DSW) - jedno z vývojových středisek WWE. V létě 2005 se stala manažerkou Johnny Parisi. 8. září 2005 měla svůj první zápas, ve kterém porazila Michelle McCool. 22. září s ní měla mít další zápas, ale McCool se na akci nedostavila. Místo ní přišla Daisy Mae a Angelinu zranila. 9. února 2006 byla Angelina vážně zraněná, ale stihla se účastnit vůbec první bikini soutěže v DSW. Dne 28. února 2006 podstoupila v alabamském Birminghamu operaci kolena. Po téměř sedmi měsících rehabilitace se vrátila zpět do ringu. Na začátku listopadu se Angelina stala manažerkou Gyminiho, ale Gymini byl propuštěn z WWE v lednu 2007. Angelina se tak dostala do sporu s generální ředitelkou DSW Krissy Vaine poté, co ztratila příležitosti na zápasy kvůli rozptylování Deep South Divas. Jednou Angelina dokonce napadla Krissy v kanceláři.
Když v dubnu Deep South Wrestling zkrachoval, přešla Angelina do Ohio Valley Wrestling. Zde debutovala v dark matchi (nevysílaném zápasu). 16. května 2007 v Louisvillu porazila Serenu. O den později její smlouva vypršela a byla propuštěna.

### Nezávislý okruh (2007)
Po propuštění z WWE v květnu 2007, Angelina začala pracovat v Mexiku pro Asistencia Asesoría y Administración (AAA) pod jménem Canadian Angel. Debutovala zde 10. června 2007.

### AAA (2007, 2011)
V červnu 2007 vystupovala na AAA jako členka La Legión Extranjera (Zahraniční legie). K podpoře se vrátila 18. června 2011 kde se spojila s Mickie James, Sexy Star a Velvet Sky a porazily Cynthia Moreno, Faby Apache, Mari Apache a Lolitu.

### Total Nonstop Action Wrestling (2007–2009)
V září 2007 ji opět kontaktovala TNA kvůli show Bound for Glory, která se konala 9. října jako epizoda TNA Today. Na Bound for Glory se Angelina účastnila zápasu 10 Knockout Gauntlet, kde se korunovala první ženská šampionka TNA. Během zápasu Angelinu eliminovala Gail Kim s ODB a zápas nakonec vyhrála Kim. Na show Genesis s ní bojovala o její titul. 

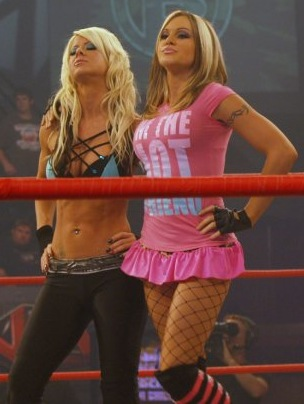
Angelina a Velvet Sky, The Beautiful People

Angelina Love se spřátelila s Velvet Sky a říkaly si Velvet-Love Entertainment, později název změnily na The Beautiful People. Přidala se k nim i Madison Rayne. Duo porazilo ODB a Roxxi Laveaux v Tag team zápase. 13. března se Angelina a Velvet Sky stali nepřáteli poté, co je napadla Laveaux. Angelina se také účastnila prvního zápasu "Queen of the Cage" kde byla ale odpinována od Laveaux.
1. července 2012 oznámila na svém účtu X, že z TNA odchází.

## Ve wrestlingu
Zakončovací chvaty
- Botox Injection (Bicycle kick) - 2008-současnost
- Break a Bitch (Inverted facelock) - 2011-současnost
- Cramp (Modified camel clutch) - 2006, 2011
- Lights Out (Lifting reverse STO)

S Velvet Sky
- Zakončovací chvaty:
- Makeover (kombinace Russian legsweep (Velvet) a Botox Injection (Angelina))
- Hollering Elbow

Jako manažerka
- Texas Hell-Razors
- Derek Wylde
- The Gymini
- Prince Nana
- Johnny Parisi
- Jimmy Rave
- Palmer Canon
- Chris Sabin
- Simon Diamond
- Krissy Vaine
- Eric Young
- Velvet Sky
- Becky Bayless
- Cute Kip
- Madison Rayne
- Winter

Přezdívky
- "The Queen Diva" (DSW)

Theme songy
- "Papercut" od Linkin Park (Nezávislý okruh)
- "Girlfriend" od Dale Oliver (TNA)
- "Angel on My Shoulder" od Dale Oliver (TNA; 2007-2009, 2010-2011)
- "Hands of Wicked" od Goldy Locks (TNA; v týmu s Winter) Angelina předvádí svůj chvat Botox Injection na Mickie James

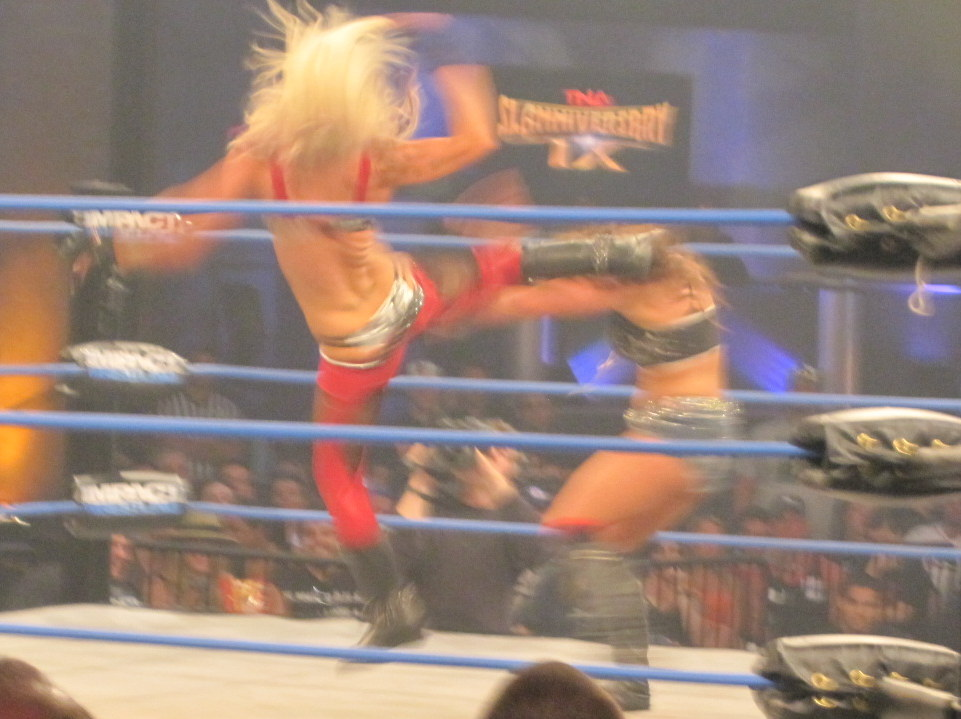
Angelina předvádí svůj chvat Botox Injection na Mickie James